# Poecilopharis aruana
Poecilopharis aruana är en skalbaggsart som beskrevs av Wallace 1867. Poecilopharis aruana ingår i släktet Poecilopharis och familjen Cetoniidae. Inga underarter finns listade i Catalogue of Life.